# Maude Smith

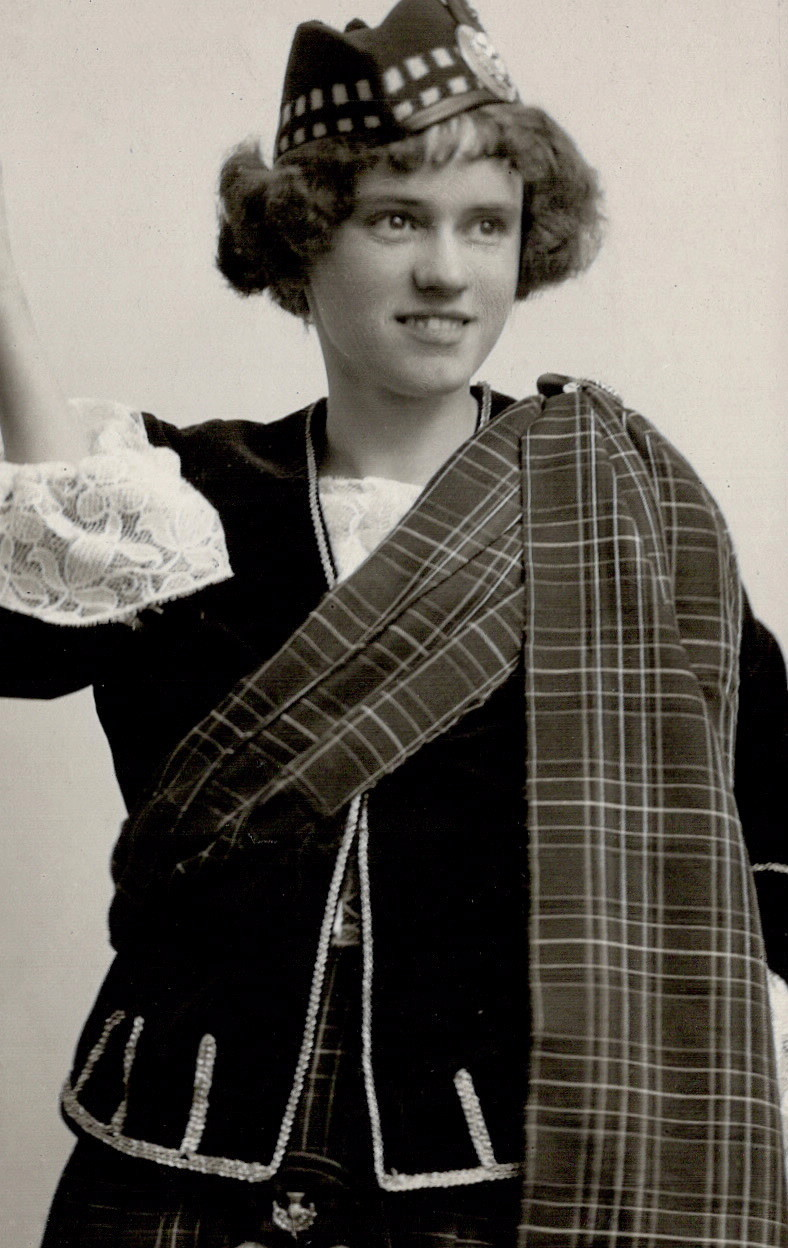
Maude Smith år 1928.

Hedley Maude "Jim" Smith, gift McDougald, född 9 maj 1905 i Toronto, död där 17 november 1996, var en kanadensisk konståkerska som deltog i olympiska spelen i Sankt Moritz 1928 i par tillsammans med Jack Eastwood. Hon var syster till Cecil Smith.